# Barbro Hiort af Ornäs
Barbro Margareta Eriksdotter Hiort af Ornäs (Göteborg, 28 augustus 1921 – Stockholm, 28 november 2015) was een Zweedse actrice.

## Biografie
Barbro Hiort af Ornäs was van 1945 tot 1947 verbonden aan de Kungliga Dramatiska Teatern, de koninklijke schouwburg te Stockholm. Daarna werkte ze bij verschillende theaters. In 1943 debuteerde ze in de filmwereld. Sindsdien speelde ze in ongeveer zestig films. In 1958 kreeg ze de prijs voor beste actrice op het Filmfestival van Cannes voor haar rol in de film Op de drempel van het leven van Ingmar Bergman. Ze deelde die prijs met Eva Dahlbeck, Bibi Andersson en Ingrid Thulin.
In 1989 ontving ze de Zweedse koninklijke onderscheiding Litteris et Artibus.

## Filmografie (selectie)
- 1950: Medan staden sover
- 1953: Barabbas
- 1955: Das Fräulein von Scuderi
- 1958: Nära livet
- 1964: För att inte tala om alla dessa kvinnor
- 1968: Skammen
- 1969: En passion
- 1971: The Touch
- 1973: Scener ur ett äktenskap
- 1991: Den ofrivillige golfaren